# Devesa de Farrutx
La Devesa de Ferrutx és una possessió del terme d'Artà, situada prop de sa Colònia de Sant Pere, entre Son Sureda, Morell, sa Canova de Morell i les terres de sa Colònia de Sant Pere. Les cases estan emplaçades just baix la torre rocosa de Ferrutx.

## Història

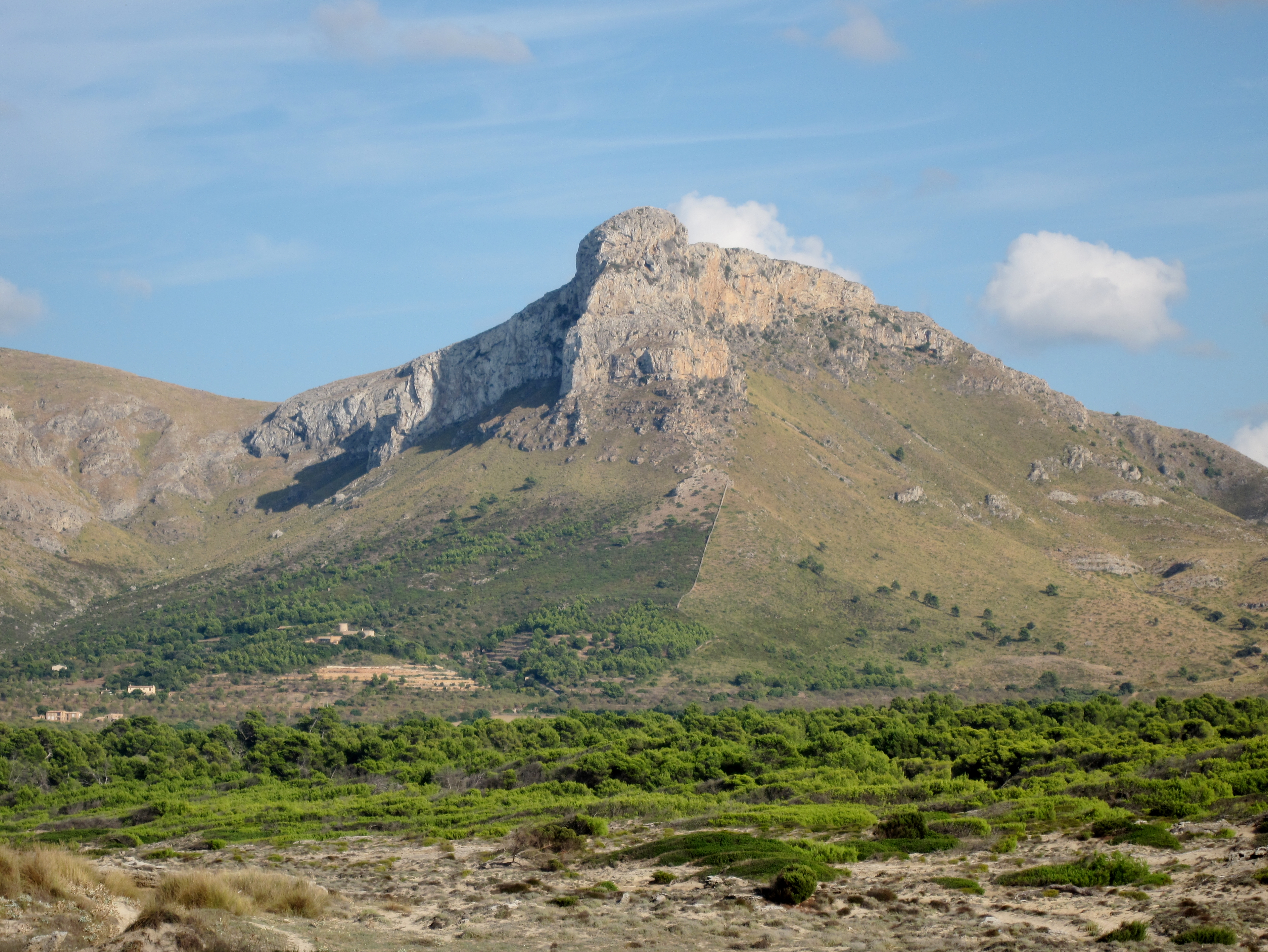
Una altra panoramica del Puig de Ferrutx, amb les cases de sa Devesa

Fou un important vedat de caça constituït pel rei Jaume II de Mallorca l'any 1302. El vedat ocupava la part nord de la serra Artana i el peu de muntanya que va des del cap de Farrutx al torrent de na Borges. Va ser ampliat per Sanç I de Mallorca i se l'anomenava sa Devesa de Farrutx. L'espai era dedicat a terrenys de caça i va ser poblat de cérvols, porcs senglars, faisans, perdius i llebres. Durant el regnat de Jaume III els terrens foren parcel·lats i cedits a cens, encara que el rei se'n reservà les cases i les caceres. Poc després les cases foren venudes i el vedat desaparegué. El nucli central de sa Devesa es convertí en la possessió homònima. Les cases compten amb torre de defensa, ja que eren un lloc de vigilància i defensa en una costa poc o gens poblada i objecte d'incursions piràtiques.
El setembre de 1495 Joan Sureda i la seva esposa Pereta Gili, amb el seu fill, vengueren a Antoni Cànaves de Mossa la meitat de la muntanya, dita Farrutx, sots alou del rei, la qual muntanya era, segons se diu, alqueria o devesa del senyor rei. Afrontava, per dues parts, amb la possessió de Benialgorfa dels hereus de Guillem Morell, i per altres dues parts amb la possessió de Morell. L'any 1496 aquests compradors la traspassaren a Martí Basset "Andreu". El 1551 el diaca Jaume Morell la fideicometé a favor de la seva família, que en fou titular fins al segle xix. El 1738 pertanyia a Joan Morell i Santmartí. Tenia posada a Artà i la casa pairal al carreró dels Moliners de la ciutat de Mallorca.
El 1863 era de Mateu Homar i tenia 1.500 quarterades, dedicades als cereals i al ramat oví, gràcies a les nombroses pastures. El 1880 s'hi fundà la Colònia de Sant Pere. Aquest assentament urbà implicà una progressiva reducció del territori de la possessió. Les cases i part de la possessió foren adquirides pel pintor mallorquí Miquel Barceló i Artigues, que hi fixà la residència, les restaurà i transformà en el seu estudi.

## Llocs d'interès
Entre les cases i s'escull d'en Tort hi ha sa costa de sa Devè. Prop de les cases hi ha sa cova de sa Devesa, cavitat catalogada i amb aixecament topogràfic fet. Entre sa Devesa i Morellet hi ha sa font de sa Devesa.

## Toponímia de sa Devesa
Pla d'en Pistoleta, avenc des Ravell, pinar de ses Minyones, coster de Sa Font, font de sa Devesa, ses coves Llenegades, paret d'en Maieta, en Farrutxet, es cingle Major, es recingles d'en Farrutx, sa clova Vella.